# Prałatura terytorialna Marajó
Prałatura terytorialna Marajó (łac. Territorialis Praelatura Maraiensis) – prałatura terytorialna Kościoła rzymskokatolickiego w Brazylii. Należy do metropolii Belém do Pará, wchodzi w skład regionu kościelnego Norte 2. Została erygowana przez papieża Piusa XI bullą Romanus Pontifex w dniu 14 kwietnia 1928.